# Robert Davidovici

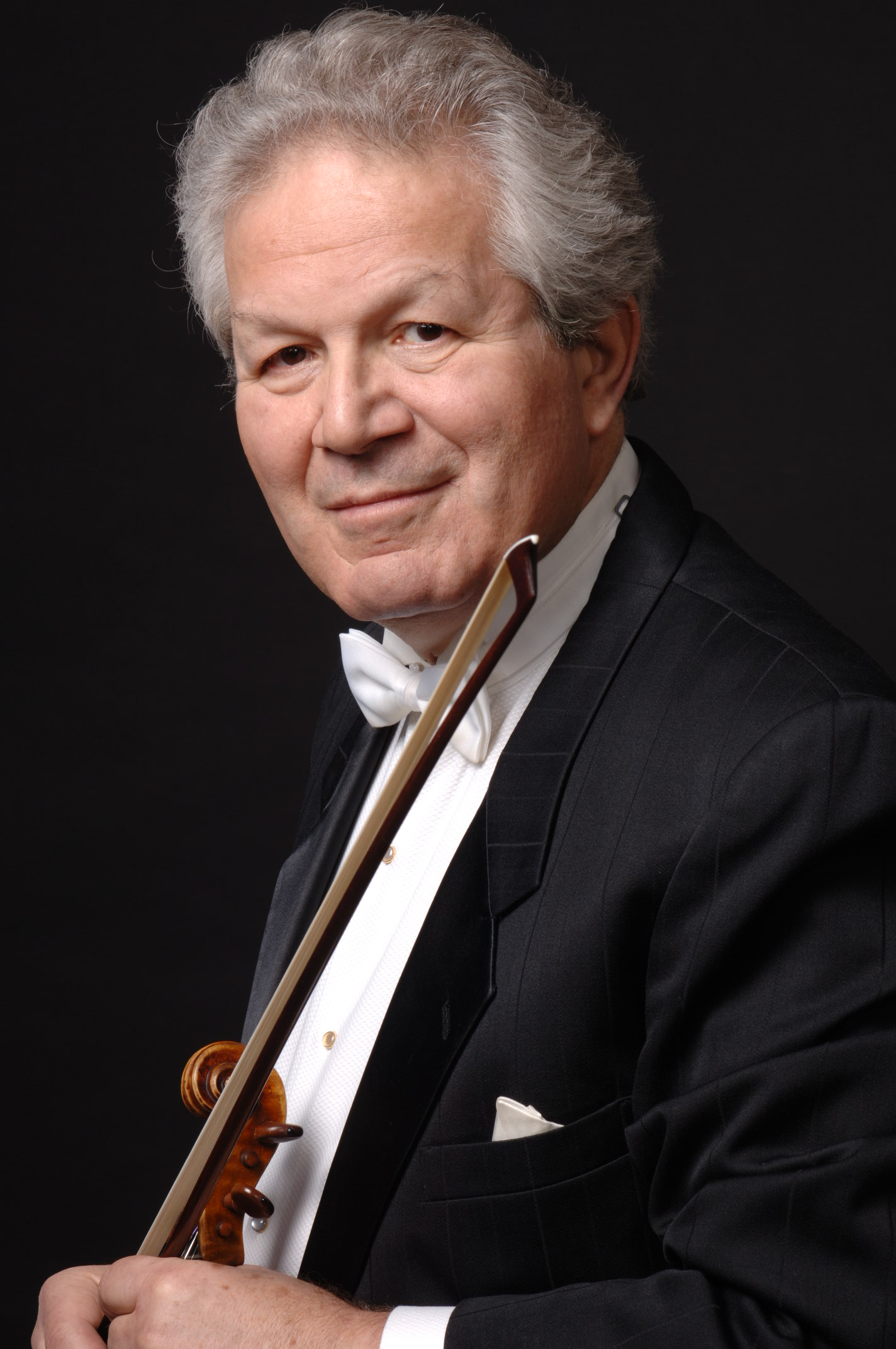
Robert Davidovici

Robert Davidovici (* 1946) ist ein rumänischer Geiger und Musikpädagoge.
Der aus Siebenbürgen stammende Davidovici hatte den ersten Violinunterricht bei einem Schüler David Oistrachs und studierte dann an der Juilliard School bei Ivan Galamian. Er gewann Erste Preise u. a. bei der Naumburg International Violin Competition und der Carnegie Hall International American Music Violin Competition. Nach Lehrtätigkeit als Assistent an der Juilliard School wurde er Artist in Residence und Professor für Violine an der Florida International University. Als Gastprofessor unterrichtete er u. a. an der Musashino Academia Musicae in Tokio, der University of Washington, der University of British Columbia und der Australian National University.
Als Konzertmeister gehörte Davidovici dem Philharmonie-Orchester Osaka, dem Vancouver Symphony Orchestra, dem Residentie Orkest Den Haag, dem Cincinnati Symphony Orchestra, den Festivalorchestern des Grand Teton Music Festival, des Chautauqua Music Festival, des Colorado Music Festival und anderen an. Als Kammermusiker arbeitete er mit Kollegen wie Emanuel Ax, Yefim Bronfman, Lynn Harrell, Cho-Liang Lin, Yo-Yo Ma und Isaac Stern zusammen und trat in der Reihe American Music Masters der Carnegie Hall auf. 2013 spielte er mit dem Royal Philharmonic Orchestra unter Grzegorz Nowak neben Karol Szymanowskis Violinkonzert die Welturaufführung von Paul Kletzkis Violinkonzert ein.